# Монтгомери, Александр, 1-й лорд Монтгомери
Александр Монтгомери, 1-й лорд Монтгомери (англ. Alexander Montgomerie, 1st Lord Montgomerie; умер около 1470 года) — шотландский дворянин и дипломат.

## Биография
Старший сын сэра Джона Монтгомери из Андроссана (ум. до 22 ноября 1429) и его жены Агнес, дочери Джона Макдональда, лорда Островов . В 1425 году он был избран членом тайного совета короля Якова I Стюарта. Он сменил своего отца незадолго до 22 ноября 1429 года. В августе 1430 года вместе со своим зятем стал сэром Робертом Каннингемом из Килмаурса, назначен губернатором Кинтайра и Кнапдейла.
30 ноября 1436 года Александр Монтгомери был назначен уполномоченным по заключению договора Шотландии с Англией и был одним из хранителей перемирия, заключенного 31 марта, сроком на девять лет. Вместе с другими шотландскими комиссарами он получил в подарок серебряный кубок от короля Англии Генриха VI. 5 февраля 1444 года у него была охранная грамота, чтобы отправиться в Дарем, чтобы договориться о продлении перемирия и возвращении шотландских заложников.
В 1444 году Александр Монтгомери был назначен хранителем замка Бродик на острове Арран. Он был одним из тех, кто ставил печати на документы, принятые парламентом в Перте, Шотландия, 9 июня 1445 года против лордов, восставших против Якова II Стюарта. Незадолго до 3 июля 1445 года он был назначен лордом парламента под титулом лорда Монтгомери; а 14 августа 1451 года он был хранителем перемирия с Англией, а в последующие годы его отправили в Англию с другими посольствами. Он умер около 1470 года.

## Семья
Со своей женой Маргарет у Александра Монтгомери было три или четыре сына и три дочери:
- Александр, мастер Монтгомери, и дед Хью Монтгомери, 1-го графа Эглинтона
- Джордж, предок Монтгомери из Скелморли
- Томас, пастор Иглшема и ректор университета Глазго
- Джон из Гиффена (под вопросом)
- Маргарет, замужем за Джоном Стюартом, 1-м графом Ленноксом
- Элизабет, жена Джона Кеннеди, 2-го лорда Кеннеди
- Агнес, жена Уильяма Каннингема из Гленгарнока[3].